# Rua do Carmo (Lisboa)
La rua do Carmo es una calle que se encuentra situada en la Baixa de Lisboa, en el distrito de Santa María Mayor. Debe su nombre al convento de Nossa Senhora do Carmo, situado en los alrededores. Comienza en el cruce de la rua Garrett con la rua Nova do Almada y finaliza en la plaza de Pedro IV, más conocida por su antiguo nombre de Rossio. Se trata de una arteria de poca longitud, si bien con una gran importancia comercial, debido a su proximidad a zonas como la Baixa, el Chiado o el Barrio Alto. Cuenta con modernas tiendas de marcas internacionales y con antiguos comercios tradicionales. Después del incendio del Chiado de 1988, la calle experimentó un periodo de decadencia, del que se fue recuperando a partir de 1995, con la apertura de los Grandes Almacenes del Chiado, según el proyecto de recuperación de la zona siniestrada del Chiado elaborado por Álvaro Siza Vieira.